# 烟草街会堂

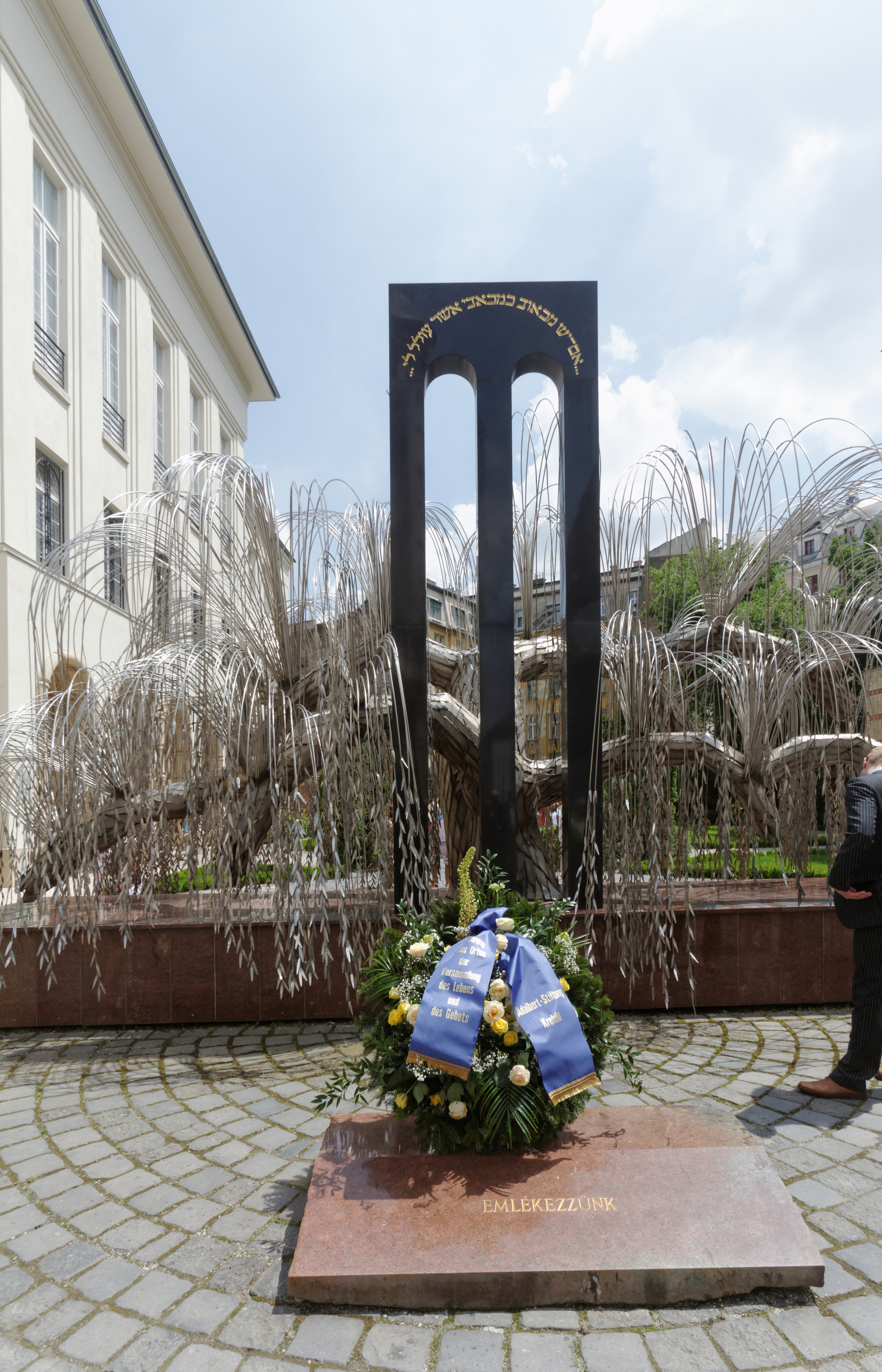
Synagoge Budapest 2013

烟草街会堂（匈牙利語：Dohány utcai Zsinagóga/Nagy Zsinagóga，希伯來語：‎ bet hakneset hagadol šel budapešt），位于布达佩斯的第七区，是欧亚大陆上最大的犹太会堂，世界第二大犹太会堂，略小于美国纽约的以马内利会堂，设有3,000个座位，是Neolog犹太教的中心。
这座犹太会堂长75米，阔27米，兴建于1854年到1859年，摩尔复兴式风格，主要参照北非和西班牙（阿尔罕布拉宫）的摩尔建筑，建筑师是德国人路德维希·福斯特，部分室内设计是Frigyes Feszl的作品。
西奥多·赫茨尔出生的房屋毗邻烟草街会堂，设有犹太博物馆，举办犹太宗教和历史展览，建于1930年，参照会堂的建筑风格。
这座犹太会堂最初是建在居民区内。西奥多·赫茨尔出生的房屋遗址现在是会堂院子的一部分。烟草街会堂建筑群包括大犹太会堂、英雄圣殿、墓地和犹太大屠杀纪念馆。